# Cambio di sesso

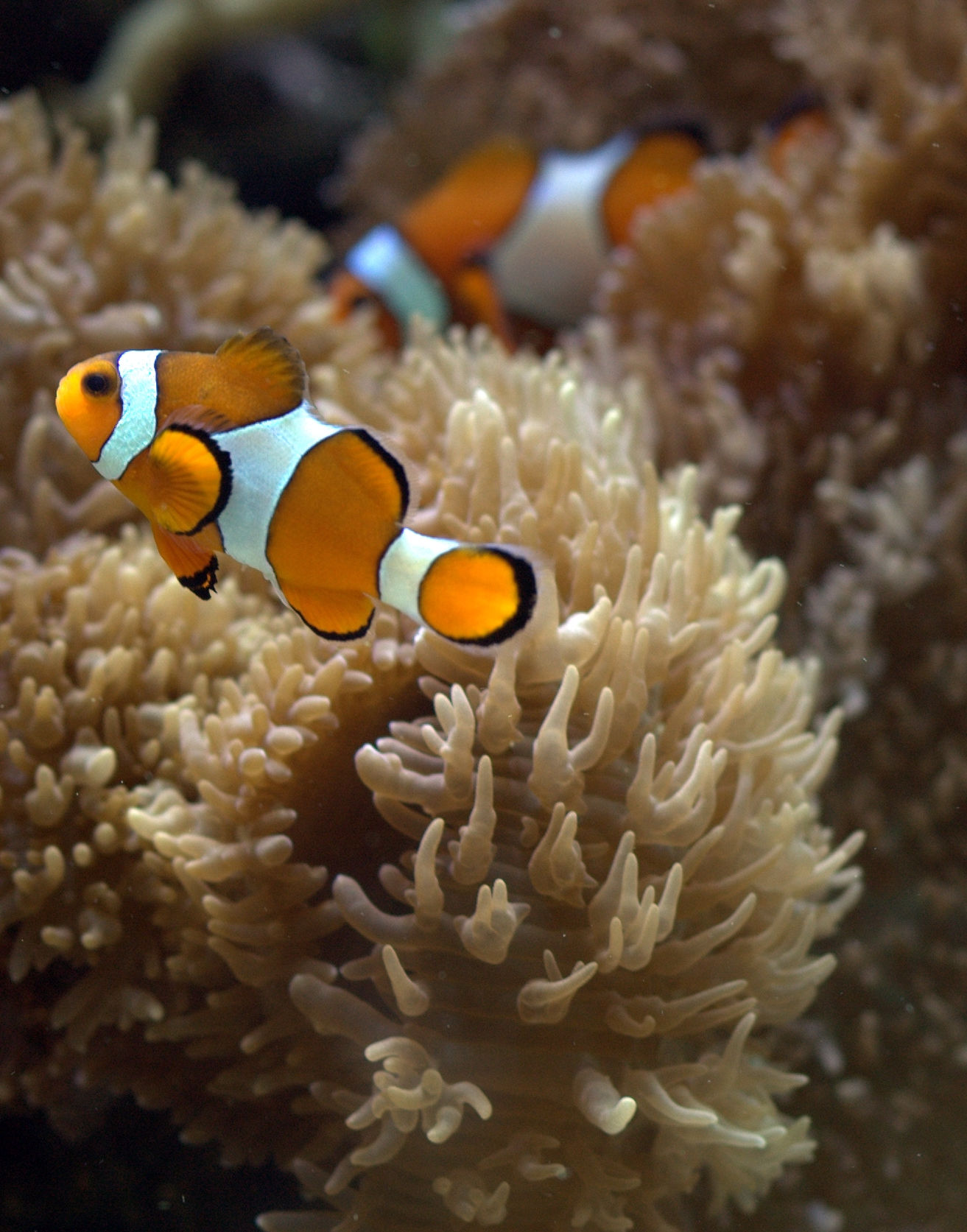
Un pesce pagliaccio in un acquario. Questo tipo di pesci cambia sesso spontaneamente in natura.

Il cambio di sesso consiste nel passaggio di un individuo da un sesso all'altro. Questo passaggio può avvenire: in maniera spontanea per le peculiarità della specie, per cause esterne o in maniera voluta, tramite un intervento umano.

## Cause naturali
In diverse specie animali avviene un cambio di sesso in modo spontaneo e naturale, in particolare nei pesci. A differenza del classico ermafrodita, in cui si presentano contemporaneamente caratteri maschili e femminili (ermafroditismo istantaneo), in queste specie avviene un cambiamento nel tempo, al raggiungimento di una certa età. Questo è detto ermafroditismo sequenziale, che a sua volta si suddivide in:
- proterandrico, in cui l'individuo passa una prima fase della sua vita sessuale come maschio e la termina come femmina;
- proteroginico, in cui l'individuo passa una prima fase della sua vita sessuale come femmina e la termina come maschio;
- alternante, in cui gli individui di una certa specie cambiano sesso più di una volta durante il loro ciclo vitale.

Un esempio di ermafrodita proteroginico sono i pesci del genere Anthias. Alcuni altri esempi di pesci che cambiano sesso sono: il pesce pappagallo, il pesce napoleone, la cernia e tanti altri. Anche nei molluschi bivalvi è molto comune la condizione proterandrica, ad esempio fra le ostriche.

## Cause esterne
In alcune specie, il processo di cambiamento può venire attivato da fattori esterni, come l'inquinamento delle acque, da parte di sostanze chimiche o perfino da parte di ormoni.
In alcune specie di anellidi e anfibi, il sesso è influenzato dalla temperatura esterna.

## Nella specie umana
Nella specie umana, lo sviluppo sessuale e l'appartenenza di genere sono, in generale, dettati dagli eterosomi alla nascita; per cambio di sesso (ufficialmente, adeguamento tra identità fisica e identità psichica o semplicemente adeguamento di genere) si intende solitamente il percorso di transizione, che include tutte le procedure mediche (ormonali, chirurgiche, ecc.) e legali seguite da persone transessuali per l'adeguamento del proprio corpo, ma a volte si usa per indicare la sola chirurgia di riassegnazione del sesso, che solitamente si riferisce ai soli organi genitali.
Per le persone transessuali il termine è comunque improprio in quanto, dal loro punto di vista, si tratta di un adeguamento della propria esteriorità fisica alla propria interiorità. Vale a dire, per esempio, che una donna MtF corregge la propria esteriorità per averla conforme alla propria identità di genere o viceversa un uomo FtM. Inoltre gli individui che si sottopongono alla rimozione delle gonadi comunque diventano sterili, non acquisendo la capacità di effettuare o ricevere la fecondazione attraverso l'atto sessuale, caratteristica degli individui dotati di cromosomi dell'altro tipo.
Procedure simili riguardano anche le persone intersessuali, ovvero le procedure a cui si sottopongono (o più frequentemente a cui vengono sottoposti da bambini, se non direttamente alla nascita) queste persone.
Esiste anche un cambio di sesso e/o di nome solo anagrafico per adeguare la condizione in cui un soggetto si sente a quella che risulta dai propri documenti anagrafici, ma per fare ciò in Italia è necessario un apposito ricorso giudiziario.